# Paul Aussaresses
Paul Aussaresses (7 tháng 11 năm 1918 – 3 tháng 12 năm 2013) là một viên tướng của quân đội Pháp đã từng tham chiến trong thế chiến thứ hai, Chiến tranh Đông Dương lần thứ nhất và Chiến tranh Algeria. Ông ta nổi tiếng với những biện pháp tra tấn tù binh một cách tàn bạo trong chiến tranh, sự tàn ác của ông ta đã gây ra nhiều tranh cãi trong dư luận.
Aussaresses là một nhân viên tình báo từng gặt hái được thành tích quân sự xuất sắc khi ông tham chiến trong Quân đội Pháp tự do ở Bắc Phi trong Thế chiến thứ hai. Năm 1947 ông được bổ nhiệm làm chỉ huy Tiểu đoàn Xung kích số 11, một đơn vị đặc công nằm trong biên chế của SDECE, lực lượng tình báo Pháp thời đó.
Trong một cuộc phỏng vấn năm 2000 với báo Le Monde, Aussaresses đã có những phát biểu đầy tranh cãi khi ông ta cực lực biện hộ cho những hành động tra tấn trong chiến tranh Algeria mà mình thực hiện. Ông ta tiếp tục biện hộ cho những hành động này (cũng như hành động tra tấn tù nhân trong cuộc chiến tranh chống lại Al-Qaeda. Trong một quyển sách do ông ta xuất bản vào năm 2001 mang tên The Battle of the Casbah (nghĩa là "Trận Casbah"), Aussaresses lại một lần nữa biện hộ cho những hành động tra tấn của mình trong chiến tranh Algeria.
Không lâu sau đó, Aussaresses đã phải trả giá cho những phát biểu của mình khi ông ta bị tước quân hàm, tước huân chương Bắc Đẩu bội tinh và bị tước luôn cả quyền được mặc quân phục. Ông ta cũng bị phạt một khoản tiền 7.500 Euro. Aussaresses xem chừng vẫn tỏ ra cứng đầu khi ông ta tuyên bố rằng những hình phạt đó là đạo đức giả.